# Bénarville
Bénarville település Franciaországban, Seine-Maritime megyében. Lakosainak száma 262 fő (2022. január 1.). Bénarville Angerville-Bailleul, Daubeuf-Serville, Limpiville, Saint-Maclou-la-Brière, Tocqueville-les-Murs és Ypreville-Biville községekkel határos.

## Népesség
A település népességének változása:
| Lakosok száma | 244  | 258  | 267  | 265  | 267  | 267  | 267  | 265  | 262  |
|               | 2013 | 2015 | 2016 | 2017 | 2018 | 2019 | 2020 | 2021 | 2022 |